# Paweł Laskowski
Paweł Laskowski – polski montażysta filmowy.
Laureat dwóch Polskich Nagród Filmowych oraz trzech Nagród za najlepszy montaż na Festiwalu Polskich Filmów Fabularnych w Gdyni. Członek Polskiej Akademii Filmowej. Pracował przy montażu wszystkich filmów Wojciecha Smarzowskiego.

## Wybrana filmografia[1]
montaż:
- Wesele (2004)
- Kryminalni (serial, 2004-2008)
- Pitbull (serial, 2008), odc. 18-20, 24,26
- Dom zły (2009)
- Róża (2011)
- Drogówka (2013)
- Pod Mocnym Aniołem (2014)
- Wołyń (2016)
- Kler (2018)
- Planeta singli 3 (2019)
- Dom pod Dwoma Orłami (serial, 2021)

## Wybrane nagrody i wyróżnienia[1]
- 2005: nominacja do Polskiej Nagrody Filmowej za montaż filmu Wesele[3]
- 2009: Nagroda za montaż filmu Dom zły na Festiwalu Polskich Filmów Fabularnych[4]
- 2010: Polska Nagroda Filmowa za montaż filmu Dom zły[5]
- 2013: Nagroda za montaż filmu Drogówka na Festiwalu Polskich Filmów Fabularnych[6]
- 2014: Nagroda za montaż filmu Pod Mocnym Aniołem na Festiwalu Polskich Filmów Fabularnych[7]
- 2017: Polska Nagroda Filmowa za montaż filmu Wołyń[8]
- 2019: Nagroda im. Jana Machulskiego za montaż filmu dokumentalnego Odprawa[9]